# Kakucs, Pesta
Kakucs  este un sat în districtul Dabas, județul Pesta, Ungaria, având o populație de 2.734 de locuitori (2011). 

## Demografie
Componența etnică a satului Kakucs
     Maghiari (88,95%)
     Romi (7,28%)
     Germani (1,96%)
     Necunoscut (0,55%)
     Alții (1,26%)
Componența confesională a satului Kakucs
     Romano-catolici (55,01%)
     Fără religie (11,78%)
     Reformați (4,46%)
     Atei (1,06%)
     Necunoscută (26,55%)
     Alte religii (2,16%)
Conform recensământului din 2011, satul Kakucs avea 2.734 de locuitori. Din punct de vedere etnic, majoritatea locuitorilor (88,95%) erau maghiari, existând și minorități de romi (7,28%) și germani (1,96%). Apartenența etnică nu este cunoscută în cazul a 0,55% din locuitori.  Din punct de vedere confesional, majoritatea locuitorilor (55,01%) erau romano-catolici, existând și minorități de persoane fără religie (11,78%), reformați (4,46%) și atei (1,06%). Pentru 26,55% din locuitori nu este cunoscută apartenența confesională.